# 罗伯特·本拿比
罗伯特·本拿比（Robert Burnaby，1828年11月30日—1878年1月10日）是一个加拿大卑诗省的商人、政治家和公务员。 卑诗省城市本拿比以他的名字命名，至少其他10个地点以他的名字命名，包括一座山、一个湖泊，一个公园，温哥华的一条街道。

## 生平
本拿比出生于英国莱斯特郡伍德索普，在伦敦当了几年公务员后，1858年来到了卑诗省。